# 聯捷
聯捷（1819年—1866年），字月三，号惺鶴，萨尔图克氏，蒙古正白旗人。道光二十年庚子科举人，二十一年辛丑科聯捷进士。

## 生平
由礼部员外郎、郎中授鸿胪寺少卿；咸丰三年任江苏委用道、直隶大順广道，并赏戴花翎；同治二年任古城领队大臣；同治三年任伊犁参赞大臣；同治四年哈密办事大臣、蓝翎侍卫。

## 家庭
- 曾祖父吉泰，原任国子监司业、太仆寺正卿；
- 祖父纳福，户部掌印给事中；
- 父亲富明，四川夔州府知府；
- 胞兄聯奎，大理寺少卿，都察院左副都御史；
- 妻子博尔济吉特氏是道光二年进士成山之女；
- 长子治馨，任浙江湖州府、广东雷州府知府；
- 次子惟馨；
- 孫世英，字叔振，号幼伯，生于同治甲戌年；
- 孙女薩爾图克氏，光绪庚辰进士、理藩院尚书、奉国将军溥良之子员外郎毓盛嫡妻，[3]辅国将军溥霦嫡妻。[4]